# Падающие осенние листья
«Падающие осенние листья» (фр. Chûte de feuillus) — две картины Ван Гога, написанные в конце 1888 года в то время, когда он работал вместе с другом — художником Полем Гогеном в Арле в Жёлтом доме.

## История
После нескольких месяцев переписки Поль Гоген присоединился к Ван Гогу в Арле в октябре 1888 года. Оба были намерены изобразить «ненатуралистский пейзаж». Картины «Алискан» и «Падающие осенние листья» стали одними из первых работ, которые Ван Гог и Гоген написали после прибытия Гогена.
Ван Гог и Гоген посетили древнеримский некрополь Алискан, построенный римлянами за пределами городских стен. Со временем территория была занята фабриками и железной дорогой и городские власти перенесли некоторые саркофаги в аллею, прозванную Allee des Tombeaux (Аллея гробниц), окружённую скамейками и тополями, которая вела к романской часовне.

## Описание
Ван Гог работал над второй парой картин «Алискан», которые были начаты на обзорной площадке над аллеей, просматривавшейся сквозь тополя, в студии во время ненастной погоды. Жёлто-оранжевые листья на картинах контрастируют с фиолетово-голубыми стволами тополей. Эти картины, созданные вскоре после прибытия Гогена в Арль, были уникальны в творчестве Ван Гога и отражали художественные достижения двух великих художников, работавших вместе. Эмилю Бернару ван Гог описал совместный творческий процесс как объединение мыслей и техник, когда оба художника создают свои уникальные работы, которые различаются, но дополняют друг друга. Ван Гог полагал, что его пара картин «Падающие осенние листья» была такой совместной работой, на которую повлияли его собственные идеи, а также идеи Гогена и Бернара.
Картины были сделаны на привезённом Гогеном джуте, которому Ван Гог своими мазками придал фактуру, напоминающую гобелен. Высокая точка зрения, представленная в работе, напоминала картину Гогена «Видение после проповеди» (1888). Бернар ранее использовал создание пейзажной композиции, просматриваемой сквозь стволы деревьев. Ван Гог использовал контрастные цвета, чтобы усилить эффект каждого цвета: синие стволы тополей на фоне жёлтой дорожки из опавших листьев; зелёный цвет противопоставлен красному; фиолетовый контрастирует с абрикосовым. Своей сестре Ван Гог писал о выборе и расстановке цветов, «которые заставляют друг друга сиять, образуя пару, которая дополняет друг друга, как мужчина и женщина».
Фантазия Ван Гога создала фигуры на картинах. На одной из них худой мужчина с зонтиком в паре с крупной женщиной, очень похожей на образ женщины, с которой художник мог бы разделить жизнь. В аллее также одетая в красное женщина. На другой картине изображена пара, идущая по дорожке между каменными саркофагами, а за их спинами — жёлтый закат.

## Галерея
Кроме «Падающие осенние листья» Ван Гог написал ещё пару картин «Алискан»:
- «Алискан», 1888 (частное собрание; F569)
- «Алискан», 1888 (Basil and Elise Goulandris Foundation, Афины; F568)

Для своих картин «Алискан», написанных в тот же день, что и картины Ван Гога, Гоген выбрал другой ракурс и исключил виды на древние саркофаги.
- Поль Гоген, «Алискан», 1888 (Музей Орсе, Париж)
- Поль Гоген, «Аллея Алискана», 1888 (Мемориальный художественный музей Сеиджи Того "Sompo Japan", Токио)